# Клодин (Монако)
Клодин Грималди (на италиански: Claudina Grimaldi) или Клодин от Монако (Claudina di Monaco; * 1451, Монако, † 19 ноември 1515, пак там) е дама (господарка) на Монако (юли 1457 – 16 март 1458) с регентката и баба Помелина Фрегозо – вдовица на Жан I.

## Произход
Тя е единствената дъщеря на Каталан Грималди (* 1415, † 1457), владетел на Монако (1454 – 1457), и на съпругата му Бианка дел Карето (* 1432, † 1458) от маркизите на Финале.

## Биография
Клподин е една от двете жени, които царуват в Монако, но тя има само благородническата титла, тъй като Оноре II е назначен за първи принц през 1612 г. от регентката на Кралство Франция Мария де Медичи.
Баща й е решил в завещанието си, че малката Клодин трябва да се омъжи (което се и случва през 1465 г.) за нейния 30-годишен братовчед Ламбер Грималди от клона на Антиб, господар на Вентимиля (1463 - 1469): настоящата управляваща династия на Монако произлиза от тях. 
Клодин овдодява през март 1494 г. и от многото й деца само четири са живи.
На 16 март 1458 г., според желанието на нейната енергична баба Помелина Фрегозо, тя абдикира в полза на своя братовчед и бъдещ съпруг Ламбер I, наследен от нейните синове Жан II и Люсиен I. 
Тя се посвещава преди всичко на семейния живот и безпомощно свидетелства за трагичните събития на династията, включително много сериозното убийство на Жан II от неговия брат Люсиен I, за да има достъп до трона.
Умира през 1515 г. на 64 години - значителна възраст за онези времена. Владетелите на Монако, включително Клодин, са погребани в катедралата на Непорочното зачатие в Монако.

## Потомство
∞ за Ламбер Грималди (* 1420, Монако, † март 1494, пак там), син на господаря на Антиб Николо Грималди и на съпругата му Чезарина Дория, от когото има четири сина и две дъщери:
- Жан II Грималди (* 1468, † 11 октомври 1505), господар на Монако (1494 – 1505), ∞ за Антония Савойска, от която има 1 дъщеря;
- Луи Грималди, умопомрачен;
- Бланш Грималди;
- Огюстен Грималди (* 1482, † 14 април 1532), епископ на Грас, господар на Монако;
- Франсоаз Грималди († пр. 1523), ∞ за Лука Дория; нейният син Бартоломео Дория убива брат й Люсиен;
- Люсиен I Грималди (* 1487, † 22 август 1523 убит), господар на Монако (1505 – 1523), ∞ за Жана дьо Понтиев-Кабан, от която има 4 сина и 1 дъщеря